# 15565 Benjaminsteele
A 15565 Benjaminsteele (ideiglenes jelöléssel 2000 GM49) a Naprendszer kisbolygóövében található aszteroida. A LINEAR projekt keretében fedezték fel 2000. április 5-én.